# Speak-ez
『speak-ez』（スピーク・イージー）は、1984年に創刊された日本の季刊音楽雑誌である。SPEAK-EZ発行。

## 概要
1984年に、rockin'on誌と袂を別った四本淑三によって創刊され、音楽だけでなく映画・漫画・現代美術・テクノロジーについても扱う編集方針が採られた。
また、初期のrockin'on同様、スタッフが書店やレコード店を回って雑誌を置いてもらい返本を回収する、ミニコミ誌的配本体制だった。

## 編集者・ライター

### 編集長
- 四本淑三

### 主要な編集者・ライター
- 黒木和之
- 石埜三千穂
- 丸岡秀樹
- 村上秀樹
- 福井哲哉
- 小松和好